# 한스 델브뤼크
한스 고틀리프 레오폴트 델브뤼크(독일어: Hans Gottlieb Leopold Delbrück, 1848년 11월 11일~1929년 7월 14일)는 독일의 역사가, 정치인이다. 군사사에 대한 업적을 남겼으며 특히 고대 사료에 기술된 과장된 표현에 대해 비판적인 자세를 취하면서 실증주의, 과학적 방법론을 도입하여 과대평가되었던 고대 군대의 수치를 재구성했다.
주요 저서로는 4권으로 구성된 군사사 논저인 《정치사의 범주에서 본 병법의 역사》(Geschichte der Kriegskunst im Rahmen der politischen Geschichte, 1900~1908)가 있다.
1969년 노벨 생리학·의학상 수상자인 막스 델브뤼크의 아버지로도 잘 알려져 있다.

## 같이 보기
- 독일 제국
- 슐리펜 계획
- 9월 계획